# Sex Metal Barbie
Sex Metal Barbie è un singolo della band americana In This Moment. È il terzo ed ultimo singolo estratto dal quinto album in studio della band, Black Widow, ed è stato rilasciato il 4 novembre 2014. La canzone è stata eseguita dal vivo al Knotfest il 25 ottobre 2014 e per il Record Store Day nel 2015 è stata pubblicata su vinile rosa 7 che includeva la canzone e un remix.

## Descrizione

### Significato della canzone
Sex Metal Barbie è il feedback negativo che la band ha ricevuto nel corso degli anni, così come i commenti sessisti e negativi fatti alla loro frontwoman, Maria Brink. La canzone è stata costruita da Maria alla ricerca di orribili voci e commenti che l'hanno colpita e trasformata in testi per la canzone.